# Tír na nÓg (groupe)
Pour les articles homonymes, voir Tír na nÓg (homonymie).
Tír na nÓg est un groupe irlandais, originaire de Dublin.

## Histoire
Le groupe est formé en 1969 issue de l'association entre les auteurs-compositeurs et musiciens Leo O'Kelly et Sonny Condell. Leur répertoire est principalement constitué de leurs propres chansons fusionnant des influences issues de la musique irlandaise et du folk anglo-saxon. Leurs arrangements s'appuient notamment sur la combinaison entre leurs guitares acoustiques et l’harmonie du duo au chant, à l'instar de certaines de leurs influences telles que Simon and Garfunkel, Nick Drake, Jackson C. Frank, Joni Mitchell ou encore Tim Hardin. Ils sont souvent considérés comme un groupe pionnier du genre folk progressif.
Durant la première moitié des années 1970, ils se produisent dans de nombreux clubs folk anglais, et effectuent des tournées sur la scène internationale en première partie de plusieurs groupes de rock populaires tels que Jethro Tull, Procol Harum ou The Who. Condell et O'Kelly enregistrent ensemble trois albums studio entre 1971 et 1973. Séparés après 1974, ils se réunissent en 1985, tournant principalement en Irlande et au Royaume-Uni de manière ponctuelle. Ils publient en 2015 un nouvel album studio près de 42 ans après le précédent.